# 斉藤一美 ラジオかぶりつき
『斉藤一美 ラジオかぶりつき』（さいとうかずみラジオかぶりつき）は、2006年10月から2007年3月まで文化放送で放送されたラジオ番組。
文化放送ホームランナイターの枠でオフシーズンに放送されていた番組である。前シーズン（2005年シーズンオフ）は「キンキンのサタデー・ラジオ」（2005年11月5日 - 2006年3月25日の土曜19:00 - 21:00）が放送されていた。

## パーソナリティ
- 斉藤一美（文化放送アナウンサー）
- 仁井聡子

## 主なコーナー

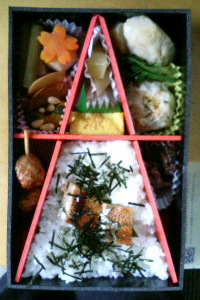
浜松町駅弁「文化のかほり」

ガブリエル斉藤の初体験
斉藤がさまざまな経験をしてきてそれを紹介するコーナー。
浜松町 駅弁小僧プロジェクト
文化放送の最寄り駅である浜松町駅に駅弁を作ってしまおうというコーナー。駅弁の名前は「文化のかほり」。メインはボラのハーブ焼きの予定だったが時期的に取れないということで、金目鯛の白醤油焼きとなった。2007年3月3日・3月4日の2日間、東京モノレール浜松町駅構内と、羽田空港売店にて1134円で販売された（文化放送の周波数が1134kHzであることから）。
このコーナーの直前のジングルにはJR浜松町駅1番線（京浜東北線北行）の発車メロディーである「スプリングボックス」という曲が流れる。
知ったかぶりつき
宴会で使える小ネタを紹介するコーナー（お絞りで作るウサギなど）。
アパッチ5×5（にじゅうご）
バスケットボールbjリーグに所属する「東京アパッチ」というチームを応援するコーナー。
ニースステーション
13歳のハローワーク公式サイトスペシャル もっと教えて みんなの仕事
仁井の2位
様々なテーマで街頭の人々にアンケートをとった結果を発表するコーナー。1位ではなく2位を表彰する。また、前日のFRIDAY SUPER COUNTDOWN 50で2位にランクインした曲も紹介する。これは毎週歌い手をルーレットで決めるが、なぜか白井静雄アナウンサーが歌うことになることがやたら多い。
このほかに19:40頃に交通情報（日本道路交通情報センターから入中）、19:57頃に天気予報、20:00に文化放送ニュースが放送されている。

## エピソード
次番組「A&G 超RADIO SHOW〜アニスパ!〜」のパーソナリティーである浅野真澄が、「前の番組のパーソナリティーはウチらとキャラがかぶっている」と発言して以降、「アニスパ!」の浅野および鷲崎健に対して、エンディングの最後にネタ振りをするようになった。また、浅野が同番組内で斉藤のことを「野球バカ」と発言した事を未だに根に持っているようで2007年3月10日放送の「アニスパ!」に斉藤と仁井が殴り込みをかけている。
2007年3月31日の番組最終回で斉藤は浅野に対して「顔が好み」と発言している。

## 特別番組による休止
- 2006年10月21日:日本シリーズ第1戦（中日ドラゴンズ対北海道日本ハムファイターズ）
- 2007年2月17日:小学館presents『ラジオ・プラトニックセックス』それから・・（飯島愛著によるベストセラー作のその後を描いた特別番組）

2007年3月31日のこの時間は当初プロ野球セ・リーグ開幕戦実況中継（横浜ベイスターズVS読売ジャイアンツ・横浜スタジアム）が予定されていたが、この試合はデーゲームで開催されることになったため実況中継がなくなりこの番組はもう1回放送された。
| 文化放送 土曜ナイターオフ19:30-21:00   | 文化放送 土曜ナイターオフ19:30-21:00 | 文化放送 土曜ナイターオフ19:30-21:00 |
| 前番組                                 | 番組名                               | 次番組                               |
| -------------------------------------- | ------------------------------------ | ------------------------------------ |
| 19:00-21:00:キンキンのサタデー・ラジオ | 斉藤一美ラジオかぶりつき             | 浜松町サウンドファクトリー           |

| 文化放送 斉藤一美のラジオ番組           | 文化放送 斉藤一美のラジオ番組 | 文化放送 斉藤一美のラジオ番組                           |
| 前番組                                  | 番組名                        | 次番組                                                  |
| --------------------------------------- | ----------------------------- | ------------------------------------------------------- |
| サンデースポーツパラダイス〜てっぺん!〜 | 斉藤一美 ラジオかぶりつき     | ウィークエンドスポーツ・ズミスポ! 斉藤一美 うるわしの夜 |